# Bulbophyllum violaceum
Bulbophyllum violaceum là một loài phong lan thuộc chi Bulbophyllum.